# .in
.in — национальный домен верхнего уровня для Индии. Регистрация доменов .in была начата в 1992 году, и открыта для всех желающих 16 февраля 2005 года. До 2005 года из-за жёстких требований к регистрации в зоне .in было зарегистрировано только 7 тысяч доменов, а к концу 2006 года их число превысило 200 тысяч.

## IDN-домены
Индия планирует ввести интернационализованные доменные имена на 22 языках народов Индии. На октябрь 2016 года, ICANN одобрила 15 из них:
- .भारत (деванагари)
- .இந்தியா (тамильский язык)
- .ভারত (бенгальский язык)
- .ਭਾਰਤ (гурмукхи)
- .ભારત (гуджарати)
- .భారత్ (телугу)
- بھارت. (урду)

В 2016 году была одобрена заявка ещё на восемь доменных имён. На октябрь 2016 года, они ещё недоступны: 
- .ಭಾರತ (каннада)
- .ভাৰত (ассамский язык)
- بارت. (кашмирский язык)
- .ഭാരതം (малаялам)
- .ଭାରତ (ория)
- .भारतम् (санскрит)
- .भारोत (сантали)
- ڀارت. (синдхи)